# Ha Hyung-joo
Ha Hyung-joo (* 3. Juni 1962) ist ein ehemaliger südkoreanischer Judoka. Er war Olympiasieger 1984 und Vize-Weltmeister 1985 im Halbschwergewicht, der Gewichtsklasse bis 95 Kilogramm.

## Sportliche Karriere
Der 1,84 m große Ha Hyung-joo gewann bei den Asienmeisterschaften 1981 in Jakarta die offene Klasse, im Halbschwergewicht belegte er den zweiten Platz hinter dem Japaner Tsukio Kawahara. Bei den Weltmeisterschaften 1981 in Maastricht unterlag er im Halbfinale des Schwergewichts Tengis Chubuluri aus der Sowjetunion, im Kampf um eine Bronzemedaille unterlag er Günther Neureuther aus der Bundesrepublik Deutschland. Drei Tage später schied er in der offenen Klasse in seinem zweiten Kampf gegen Vladimír Kocman aus der Tschechoslowakei aus.
1982 gewann Ha Hyung-joo eine Bronzemedaille bei den Weltmeisterschaften der Studierenden. 1984 siegte er beim Tournoi de Paris. Bei den Olympischen Spielen in Los Angeles besiegte er in der ersten Runde John Adams aus der Dominikanischen Republik nach 1:09 Minuten. Im Achtelfinale gewann er gegen den Kanadier Joseph Meli durch eine Yuko-Wertung und im Viertelfinale gegen den Japaner Masato Mihara durch Ippon nach 2:20 Minuten. Im Halbfinale gegen Günther Neureuther musste der Koreaner wieder über die volle Distanz und gewann mit einer Yuko-Wertung. Das Finale gegen den Brasilianer Douglas Vieira endete mit einem Schiedsrichterentscheid (yusei-gachi) für Ha Hyung-joo.
Bei der Universiade 1985 in Kobe besiegte Ha Hyung-joo im Finale den Brasilianer Aurélio Miguel. Drei Wochen später fanden in Seoul die Weltmeisterschaften statt. Im Halbfinale bezwang Ha Günther Neureuther, im Finale unterlag er dem Japaner Hitoshi Sugai. Ha und Sugai standen sich ein Jahr später auch im Finale der Asienspiele 1986 in Seoul gegenüber, diesmal gewann der Südkoreaner. Bei den Weltmeisterschaften 1987 in Essen unterlag Ha im Viertelfinale dem Niederländer Theo Meijer, mit zwei Siegen in der Hoffnungsrunde über den Deutschen Jens Geisler und den Kubaner Belarmino Salgado sicherte sich der Südkoreaner eine Bronzemedaille. 1988 fanden die Olympischen Spiele in Seoul statt, Ha Hyung-joo unterlag in der ersten Runde dem Belgier Robert Van de Walle durch Ippon nach 1:59 Minuten.